# Dendrophylax sallei
Dendrophylax sallei är en orkidéart som först beskrevs av Heinrich Gustav Reichenbach, och fick sitt nu gällande namn av George Bentham och Robert Allen Rolfe. Dendrophylax sallei ingår i släktet Dendrophylax och familjen orkidéer. Inga underarter finns listade i Catalogue of Life.